# Argento (araldica)
L'argento è un metallo araldico di aspetto brillante che quasi sempre sostituisce il bianco, che non è di norma impiegato come colore araldico. Nella rappresentazione monocromatica è simboleggiato dal colore bianco.

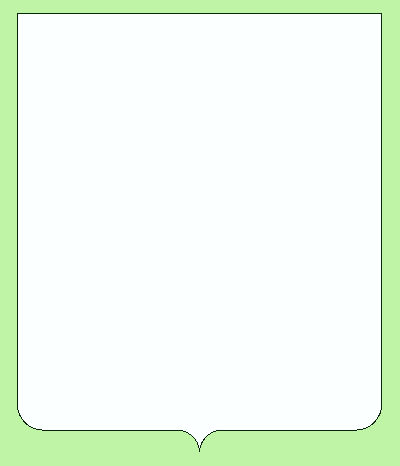
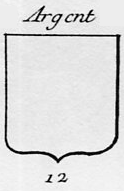
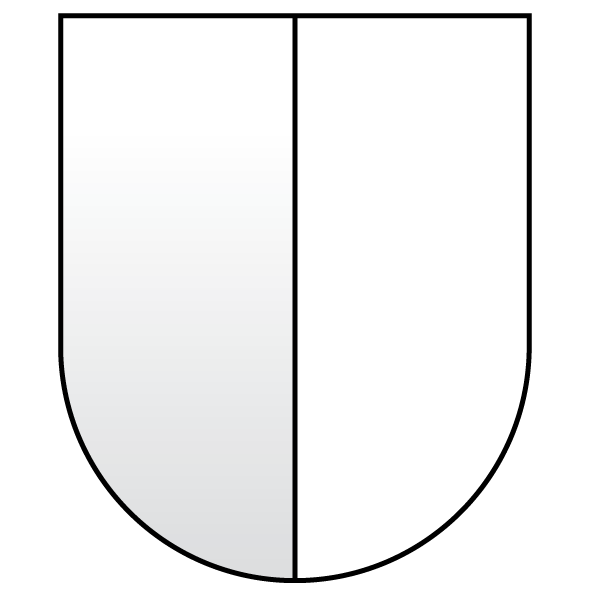

Nell'araldica francese e inglese ha il nome di Argent, e nell'araldica spagnola, Plata. Il bianco, in senso stretto, è stato il colore dei Guelfi e dei Bianchi in Italia, e fu poi sostituito dall'argento, ritenuto esteticamente più valido e, soprattutto, più idoneo a rappresentare il fondo dello scudo privo di colore e caricato solo di qualche figura o pezza.
L'argento simboleggia la Luna. Tra le virtù spirituali è simbolo di purezza, verginità, innocenza, umiltà, verità, giustizia, temperanza, equità. Per le qualità mondane è simbolo di amicizia, clemenza, gentilezza, sincerità, concordia, allegrezza, vittoria, eloquenza.
Nell'araldica militare italiana l'argento è impiegato quale tavola di aspettazione su cui dovranno essere inserite le figure o le pezze che il reparto meriterà nella sua storia. Questo è il motivo per cui gli stemmi dei reparti più antichi sono completamente ricoperti da colori e figure, mentre quelli dei reparti di più recente costituzione sono praticamente vuoti, con solo pochissimi elementi.

D'argento pieno
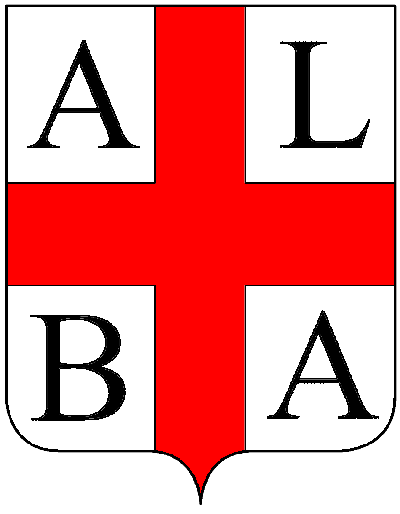
D'argento, alla croce di rosso
Partito di nero e d'argento; al capo d'oro
Di rosso, alla croce di Malta d'argento